# Abd al-Samad Khan
Abd al-Samad Khan (mort 26 de juliol de 1737) fou un funcionari uzbek i mogul nascut a Agra en data desconeguda, que deia ser d'origen de Samarcanda i haver nascut a Agra en una visita dels seus pares. A Transoxiana va exercir algun càrrec sota el kan astrakhànida de Bukharà Subhan Quli (1681-1702, a Balkh des del 1651).
Va tornar a l'Índia sota Aurangzeb i va exercir diversos càrrecs. Pel seu matrimoni amb la germana de Muhammad Amin Khan de la facció turaniana de la cort, va prosperar en la seva carrera, especialment quan també fou protegit per Dhu l-Fakar Khan, cap de la facció iraniana. El 1713 fou nomenat governador de Lahore i va rebre el títol de Delir Djang i el de Sayd al-Dawla; va sufocar la revolta del sikh guru Banda el 1715 i després la de l'afganès Husayn Khan Kasuri; el 1724 fou nomenat governador de Multan, càrrec que va exercir entre 1724 i 1726.
Va morir el 26 de juliol de 1737 i fou enterrat a Lahore.